# James Shaffer
James Christian Shaffer (Rosedale, 6 de junio de 1970) también conocido como Munky, es un músico estadounidense, conocido por ser uno de los guitarristas de la banda de nu metal Korn e integrante del proyecto Venera.

## Biografía
De origen Californiano, Shaffer comenzó su carrera musical "obligado" tras un accidente casero. Una noche, mientras escapaba de su casa para ir a una fiesta, perdió la parte superior de un dedo al salirse la cadena de su bicicleta e intentar arreglarla. Lo llevaron al médico y le recomendaron que hiciese algún ejercicio continuo con la mano para recuperar la movilidad del dedo. De ahí, Shaffer entró en contacto con el mundo de la música, ya que decidió tocar la guitarra como recomendación del médico.
Se unió a la banda L.A.P.D. junto a sus amigos y compañeros de instituto Reginald Arvizu y Brian Welch, con quien más tarde formaría KoЯn. En 1993, los tres amigos y músicos fueron a un bar de Bakersfield donde se encontraba tocando Sexart, la banda de Jonathan Davis. Ya conocían a Davis del instituto, un chico raro que vestía y se maquillaba como sus ídolos de Duran Duran, lo que le costó las mofas del resto de chicos. Lo que no conocían era la faceta de cantante de Davis y, al terminar su actuación, los tres le propusieron unirse con ellos en una nueva banda que estaban planeando.
Ya en KoЯn, Munky (su apodo) ha grabado doce álbumes de estudio y dado conciertos por todo el mundo. Durante el festival Lollapalooza de 1997, la banda tuvo que suspender la actuación por una meningitis que Munky había contraído. El 31 de julio de 2007 la banda lanzó el octavo disco de estudio, el primero en sin el batería original, David Silveria.
Munky afirmó:

"esta banda no se ha tomado un descanso desde que empezamos. Siempre ha sido: componer un álbum, grabarlo, salir de gira. Y entre cada cosa, es normalmente el momento en que una banda se toma algo de tiempo libre. Nunca lo hemos hecho. Nos tomábamos un par de semanas aquí y allá y luego volvíamos al estudio y componíamos. Ha sido así desde hace 10 años. Esa agenda puede afectar a una persona, y él necesitaba algo de tiempo con su familia.Necesitaba dar un paso atrás porque pierdes la perspectiva sobre la vida real. Es un trabajo duro, y todos trabajamos duro pero tras tanto tiempo, se convierte en una especie de mundo de fantasía en el que vives...Pero tras hacer estas giras y para final de año, pienso que ya estará listo. Pero no quiero presionarle. Si está preparado nos llamará y nos lo dirá. No puedo seguir llamándole diciendo, '¿Ya estás listo? ¿Ya estás listo? ¿Ya estás listo?'. Eso alejaría aún más a David."

Posee un sello discográfico llamado Emotional Syphon Recordings, que fundó para ayudar, principalmente, a las bandas de amigos suyos, actualmente trabaja con algunos para Fear an the Nervous System: "Básicamente lo que pasaba era que volvía a casa cada año tras salir de gira, y muchos de mis amigos con mucho talento seguían con problemas en casa, y ahí llegaba yo después de cada gira, diciendo, 'Oh, tío, ha sido maravilloso' y ellos no podían ni conseguir un concierto en un bar de mierda, teniendo tanto talento. Y pensé, '¿Cómo puedo ayudar a estos tíos? Podría crear un sello discográfico y poner algo en las estanterías -quizá eso ayudaría."
- Su apodo, Munky, surge "porque puedo extender los dedos de los pies totalmente, separados unos de otros, y decían que parecían manos de mono, además les dije oh mainon [2]".
- Como todos sus compañeros (y excompañeros de KoЯn), Munky tiene un tatuaje con el nombre de la banda (él en la parte baja de la espalda) y otro en el brazo que dice "Munky".
- Estaba casado con Stephanie Roush y tienen una hija.
- Su actual esposa es actriz modelo Evis Xheneti Shaffer y tienen dos hijos.
- Ha tenido graves problemas con el alcohol.
- El momento más embarazoso de su carrera fue cuando vomitó en el escenario durante un concierto y, momentos después, resbaló y se cayó en su propio vómito.
- Su compañero en KoЯn, Brian "Head" Welch, fue quien le enseñó a tocar la guitarra a Munky para recuperar la movilidad de su dedo.
- Usa una guitarra de 7 cuerdas al igual que Brian Welch.

## Equipo
James utiliza predominante las guitarras Ibanez, más a menudo modelos Signature, como la Apex 1 de la firma Ibanez de 7 cuerdas; cabezales de amplificación marca Mesa Boogie y gabinetes Diezel. Como Brian hizo antes de dejar la banda en 2005, él utiliza muchos pedales y efectos para formar el sonido distintivo de Korn. Munky describe su pedalera como "the spaceship" debido a la gran cantidad y diversidad de efectos que utiliza.

## Guitarras
- Ibanez ART7 7 string Prototype - Utilizado del 2009 y hacia adelante.
- PRS Private Stock Single cutaway 7 string - Utilizado a partir la 2008 a 2010.
- Ibanez APEX1-BBK Munky Signature - Modelo de la firma de Munkys del 2007 y hacia adelante actuales.
- Ibanez Apex Prototype - Visto utilizado en el vivo de Montreux DVD.
- Ibanez K7 - Munky y Head guitarras principales de la firma ahora continuados.
- Ibanez K7 Protoype - El prototipo para el K7 era guitarra larga de la cañería de Munkys.
- Ibanez K14 A la medida 14 string guitar, utilizado para la canción Alone I Break.
- Ibanez RG8 - 8 string guitar, utilizado en tours recientes.
- Ibanez UV7BK - Steve Vai modelo de la firma.
- Ibanez Universe UV7PW - Cubierto en cinta del conducto con, todas las recolecciones quitadas a excepción de un humbucker en el puente colocan equipado solamente de un solo control de volumen.
- Ibanez Universe UV7BK - Utilizado durante 1997 Lollapalooza tour.
- Ibanez Universe PRE-97 UV7BK - Con el pickguard substituido, ahora retirado.
- Ibanez Custom 7-string acoustic - Utilizado para la MTV Unplugged y grabación del álbum Untitled.
- Ibanez GA6CE Classical - Acústico-eléctrico encadenada nilón.
- Gibson SG modelo encadenado 6, templado abajo a la gota-UNo.
- Gibson EDS-1275 - Utilizado durante grabaciones del estudio.
- Fender Telecaster - 6 modelo de la secuencia usados en la canción Kiss.
- Gretsch Hollowbody - Utilizado durante la grabación de Evolution.
- Gibson Les Paul - Utilizado durante la grabación del álbum Untitled.
- Saber S5407 - Visto en Blind del vídeo vivo de vez en cuando usado también durante viajes tempranos.
- Silvertone - Utilizado para grabar Blind Introducción.
- Fender Stratocaster - 1964 modelo.
- Dean Markley strings - .010 .013 .017 .030 .042 .052 .060 calibrador.
- Dunlop Tortex selecciones (.73mm)

### Efectos
| - BOSS DD-5 Delay - BOSS DD-6 Delay - BOSS HR-2 Harmonist - BOSS Metal Core - BOSS PH-3 Phase Shifter - BOSS PS-5 Super Shifter - BOSS RV-3 Digital Reverb/Delay - BOSS RV-5 Reverb - BOSS SD-1 Super Overdrive - Digitech Metal Master - Digitech XP100 Whammy Wah - Digitech Synth Wah | - DOD FX25B Envelope Filter - Dunlop Crybaby Wah - Dunlop Rotovibe - Dunlop Univibe - Electro-Harmonix Big Muff π - Electro-Harmonix Small Stone Phaser - Electro-Harmonix Electric Mistress - Electro-Harmonix Q-Tron Filter - Guyatone Flip Tremolo - Ibanez Bi-Chorus - Ibanez BC9 Chorus Mode - Ibanez DE7 Delay/Echo | - Ibanez LF-7 Lo-Fi Filter - Ibanez PM-7 Phase Modulator - Ibanez Tube Screamer - Ibanez Tube Screamer TS-9 - Memphis Envelope Follower - Mu-Tron Bi Phaser - Prescription Electronics Depth Charge - ProCo Rat Distortion - Rocktron Banshee Talk Box - Roland Jet Phaser - Voodoo Lab Pedal Power 2 - Whirlwind A/B Selector |

### Amplificadores
| - Mesa Boogie Triple Rectifiers - Line 6 Flextone Amplifier - Gibson Amplifier - Marshall JCM 900 |